# Сухобузимское
Сухобузимское — село, административный центр Сухобузимского района Красноярского края. Расположено в 61 км к северу от краевого центра — города Красноярска. Население — 4293 чел. (2010).

## История
Слобода Сухобузимская впервые упоминается в 1709 году как поселение в четыре крестьянских двора. Располагалось в месте впадения речки Сухой Бузим в Большой Бузим. Отсюда и название села — «Сухобузимское». 
12 декабря 2012 года деревня Воробино была упразднена и стала частью села Сухобузимского.

## Население
| 1939 | 1959  | 1970  | 1979  | 1989  | 2002  | 2010  |
| ---- | ----- | ----- | ----- | ----- | ----- | ----- |
| 2112 | ↗3175 | ↗3801 | ↗4035 | ↗5466 | ↘4622 | ↘4293 |

## Транспорт
Связь с краевым центром осуществляется двумя автодорогами:
- Автодорогой краевого значения Р409 «Енисейский тракт» (Красноярск — Лесосибирск — Енисейск), 2 категория, асфальт до села Миндерлы (примерно 44 км).
- Далее автомобильной дорогой районного значения К07 «Миндерла — Сухобузимское — Атаманово — Кононово — Кекур» (3 категория, а/б) до села Сухобузимское (ещё около 20 км).

## Климат
| Показатель                                                           | Янв.  | Фев.  | Март  | Апр.  | Май  | Июнь | Июль | Авг. | Сен. | Окт. | Нояб. | Дек.  | Год   |
| -------------------------------------------------------------------- | ----- | ----- | ----- | ----- | ---- | ---- | ---- | ---- | ---- | ---- | ----- | ----- | ----- |
| Абсолютный максимум, °C                                              | 5,6   | 6,5   | 17,2  | 32,1  | 34,9 | 37,2 | 36,7 | 36,0 | 30,4 | 24,0 | 14,0  | 6,3   | 37,2  |
| Средний суточный максимум, °C                                        | −14,7 | −10   | −1    | 8,0   | 16,9 | 23,6 | 24,6 | 21,7 | 14,8 | 5,7  | −4,7  | −11,4 | 6,3   |
| Средняя температура, °C                                              | −20   | −17   | −8,4  | 1,0   | 9,6  | 15,6 | 18,6 | 15,5 | 8,6  | 0,9  | −9,3  | −17,2 | −0,1  |
| Средний суточный минимум, °C                                         | −23,4 | −21   | −13,7 | −3,5  | 2,9  | 9,4  | 12,1 | 9,6  | 3,6  | −2,5 | −13,1 | −21,2 | −5,1  |
| Абсолютный минимум, °C                                               | −50,6 | −49,9 | −43,9 | −32,5 | −12  | −3,7 | 0,7  | −2   | −12  | −32  | −49,1 | −49,9 | −50,6 |
| Норма осадков, мм                                                    | 13,4  | 10    | 10,1  | 19,5  | 35,6 | 52   | 59,7 | 58,1 | 38,8 | 29,2 | 24    | 20,2  | 370,6 |
| Источник: http://www.pogodaiklimat.ru/summary.php?m=&y=2016&id=29477 |       |       |       |       |      |      |      |      |      |      |       |       |       |

## Достопримечательности
- Краеведческий музей ( находится на ул. Калинина 9А). В музее представлены следующие экспозиции:

быт жителей района;
жизнь русского художника В. И. Сурикова, в детские годы проживавшего с семьёй в селе Сухобузимском. Одна из улиц районного центра носит теперь его имя, а возле Дома Культуры поставлен посвящённый ему же небольшой монумент.
В 2019 году во дворе музея появился новый экспонат — английская паровая машина конца XIX века, найденная в тайге Красноярского края. Этот семитонный чугунный раритет — одно из немногих материальных доказательств «золотой лихорадки» в Енисейской губернии.
- Троицкая церковь (1902 год)[10].